# Formicariidae
Formicariidae là một họ chim trong bộ Passeriformes.

## Hình ảnh

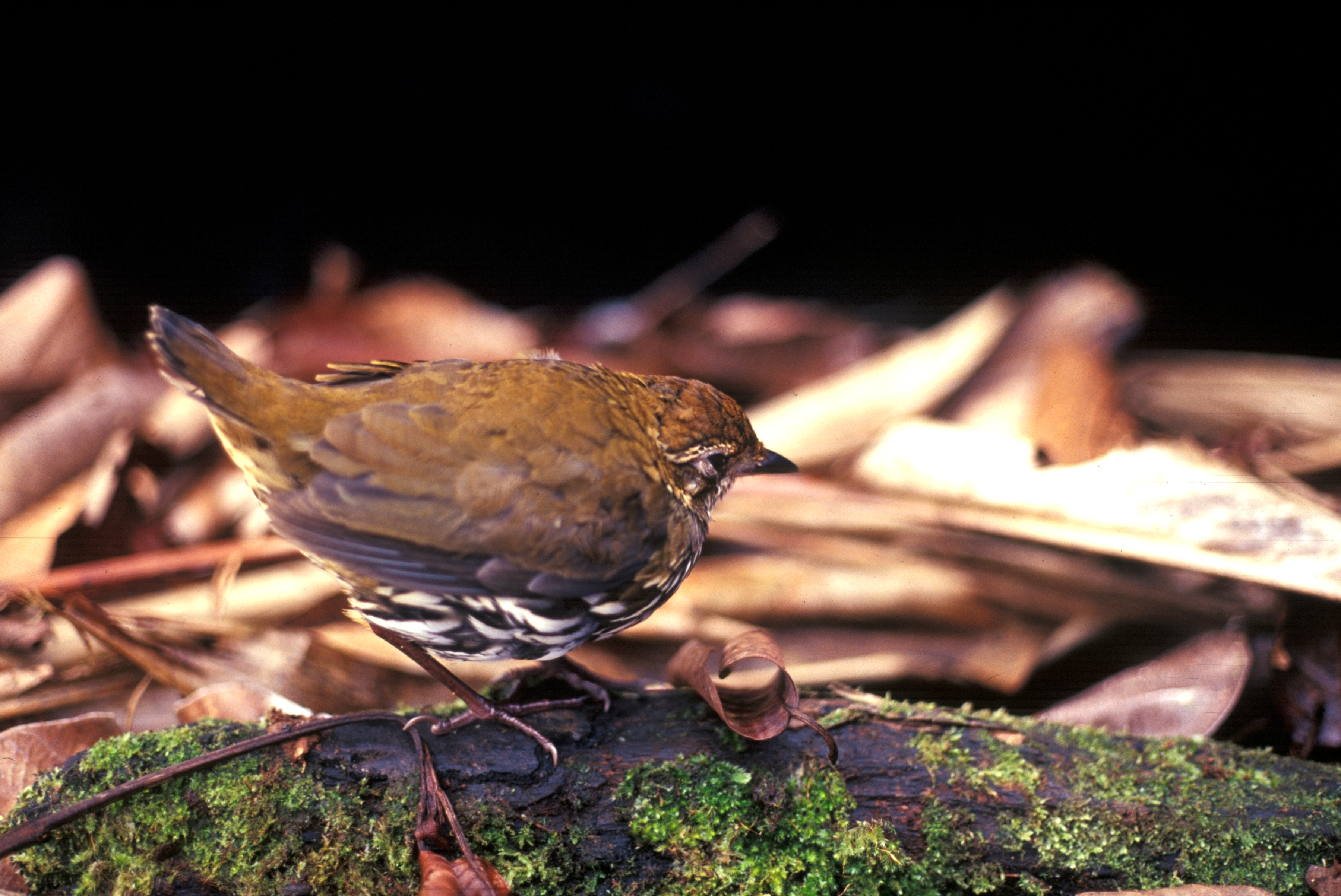
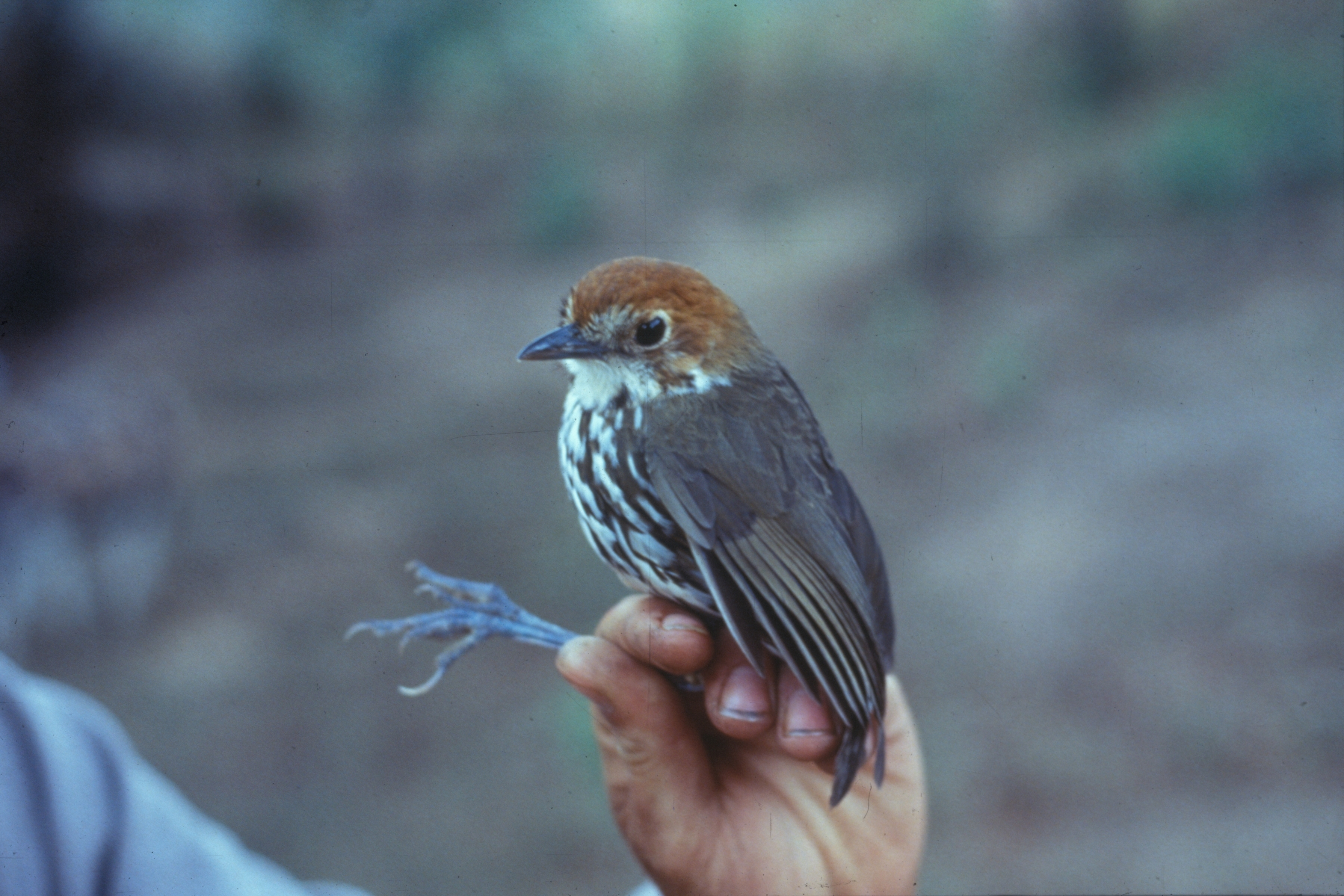
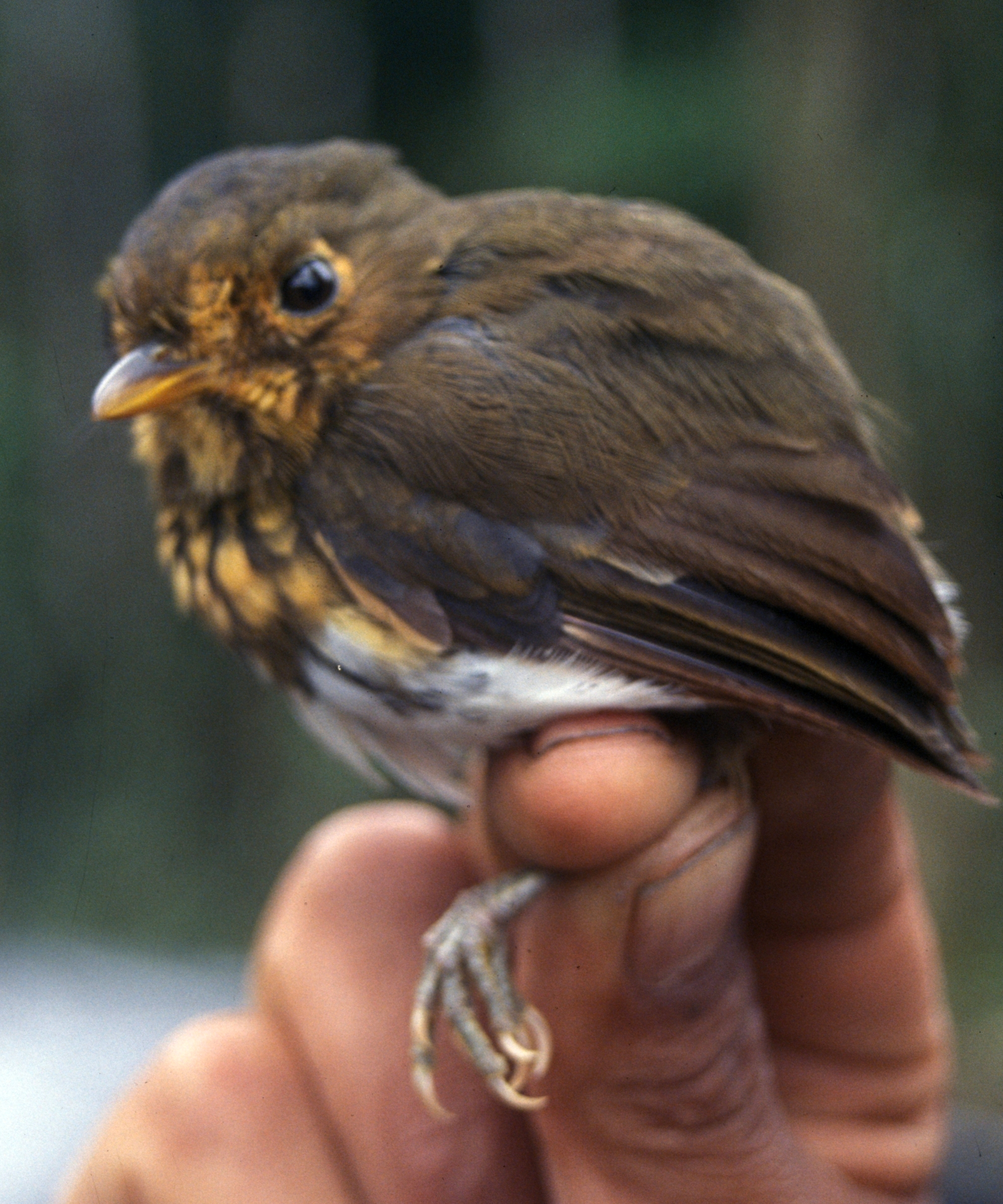
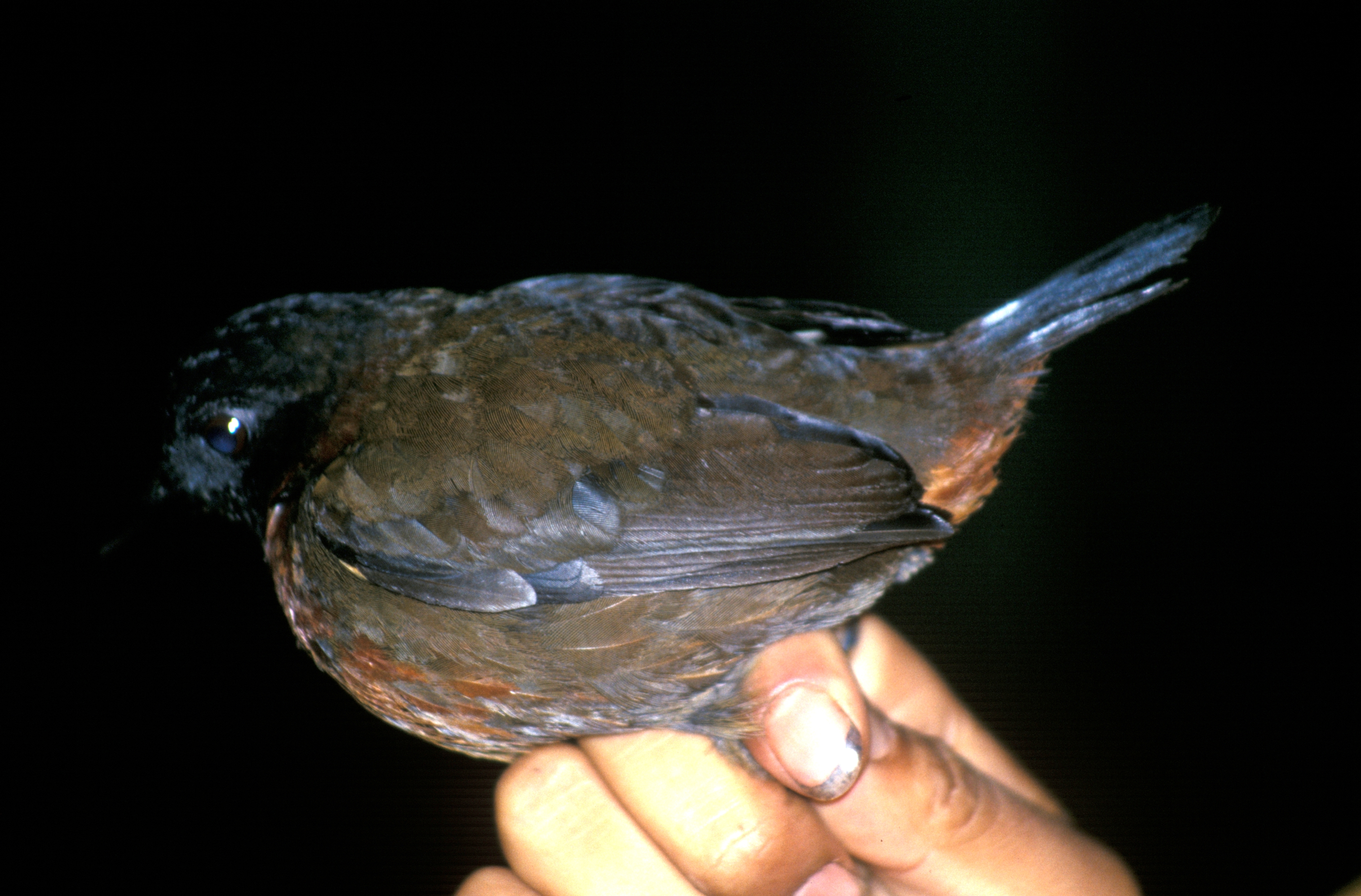
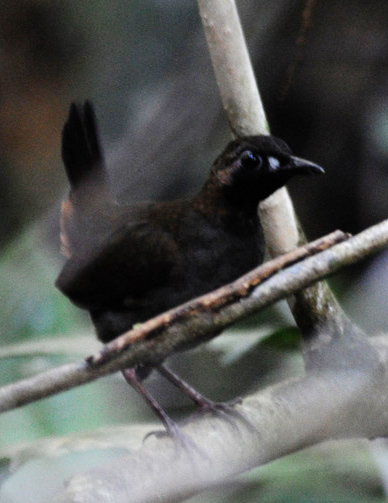
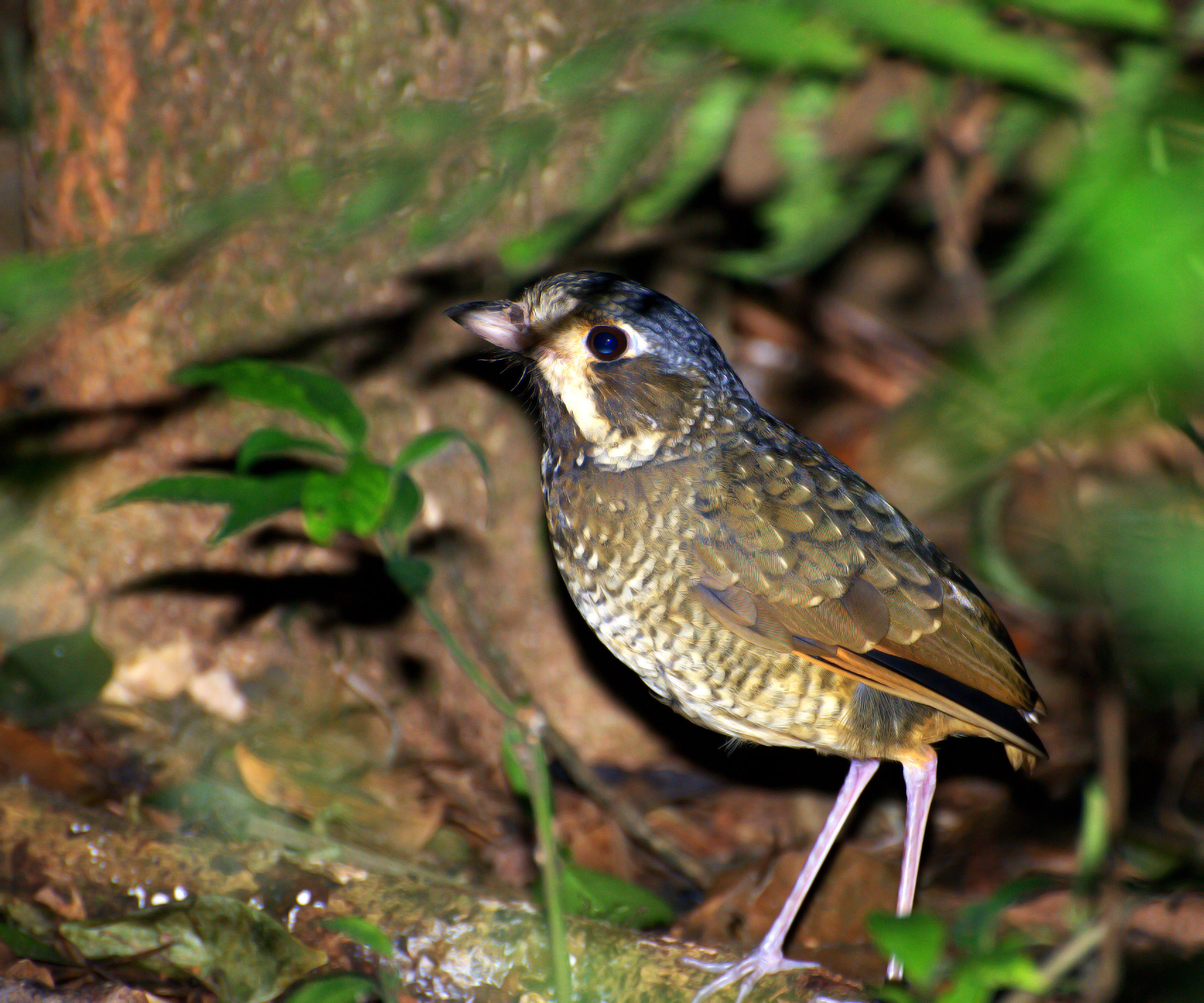

## Phân loại học
- Formicarius colma
- Formicarius analis
- Formicarius moniliger
- Formicarius rufifrons
- Formicarius nigricapillus
- Formicarius rufipectus
- Chamaeza campanisona
- Chamaeza nobilis
- Chamaeza meruloides
- Chamaeza ruficauda
- Chamaeza turdina
- Chamaeza mollissima